# منتخب لوكسمبورغ تحت 21 سنة لكرة القدم
منتخب لوكسمبورغ تحت 21 سنة لكرة القدم هو الممثل الرسمي لـ لوكسمبورغ في بطولات كرة القدم تحت 21 سنة. يشارك الفريق في بطولة أوروبا تحت 21 لكرة القدم التي تقام كل عامين.